# Avicularia caesia
Avicularia caesia là một loài nhện trong họ Theraphosidae và thuộc chi Avicularia. Loài này phân bố ở Puerto Rico.